# Васил Иванов (Руля)
Вижте пояснителната страница за други личности с името Васил Иванов.
Васил Иванов (на английски: Vasil Evans) е български революционер, деец на Вътрешната македоно-одринска революционна организация.

## Биография
Роден е в 1884 година в костурското село Руля, тогава в Османската империя, днес Котас, Гърция. В 1901 година влиза във ВМОРО, заклет от войводата Коте Христов. Става ръководител на селския революционен комитет в Руля, като изпълнява и куриерски мисии. Взима участие в Илинденско-Преображенското въстание и участва в превземането на Ръмби.
След разгрома на въстанието, в 1904 година емигрира в САЩ. Връща се в Македония и продължава да се занимава с революционна дейност, като е войвода на селската чета.
След Младотурската революция участва в политическите борби, но след изпаряването на Хуриета в 1909 година заминава за Америка. В 1910 година се връща в Македония, за да замине окончателно за Канада в 1912 година.
Активист е на Македонската патриотична организация, като често е избиран за делегат на нейните конгреси.
Живее в Лийсайд, Торонто.